# Union sportive de Mondorf-les-Bains
Maillots
Actualités
L'US Mondorf-les-Bains (forme raccourcie de Union sportive de Mondorf-les-Bains) est un club de football luxembourgeois, fondé le 1er janvier 1915 et basé dans la ville thermale de Mondorf-les-Bains dans le sud-est du pays. Il évolue en BGL Ligue, la première division luxembourgeoise de football.
Fondé le 1er janvier 1915, l'US Mondorf-les-Bains débute son histoire dans les divisions amateurs luxembourgeoises.
En 1966, le club obtient pour la première fois de son histoire le titre de champion de Promotion d'Honneur (deuxième division luxembourgeoise de football) et accède ainsi à la Division Nationale, le plus haut échelon du football luxembourgeois. Un an plus tard, Mondorf dispute pour la première fois une demi-finale de Coupe du Luxembourg face au FC Aris Bonnevoie.
Descendu en Promotion d'Honneur à l'issue de la saison 1970-1971, le club connaît une période creuse jusqu'en 1.Division, le troisième échelon.
À l'issue de la saison 2013-2014 et d'une victoire en barrage de promotion face au RM Hamm Benfica, l'US Mondorf accède à la BGL Ligue. En 2016, le club atteint la finale de la Coupe du Luxembourg face au F91 Dudelange.

## Histoire

### Fondation et première en Division Nationale (1915 - 1970)
L'Union sportive de Mondorf-les-Bains est fondé le 1er janvier 1915 et s'installe alors dans les divisions amateurs luxembourgeoises.
En 1966, Mondorf remporte pour la première fois de son histoire la Promotion d'Honneur et accède donc pour la première fois à la Division Nationale, le plus haut échelon du football luxembourgeois. Lors de sa première saison, le club réalise une belle performance en terminant 6e du championnat.
C'est lors de la saison 1967-1968 que le club réalise sa première grosse performance en Coupe du Luxembourg en accédant aux demi-finales de la compétition face au FC Aris Bonnevoie (défaite quatre buts à deux).

### Redescente dans l'anonymat (1970 - 2009)
À l'issue de la saison 1970-1971, l'US Mondorf est relégué en Promotion d'Honneur. Par la suite, le club connaîtra une période difficile, se voyant rétrograder jusqu'en 1.Division, le troisième échelon du football luxembourgeois.

### Remontée jusqu'en BGL Ligue (2009 - 2014)
En 2010, le club remonte en Promotion d'Honneur. Lors de la saison 2013-2014, Mondorf termine 3e du championnat derrière le FC Victoria Rosport et l'US Hostert, se qualifiant donc pour le barrage de promotion en BGL Ligue. Tombant face au RM Hamm Benfica, le club remporte son match lors d'une séance de tirs au but et rejoint donc la première division luxembourgeoise après 43 ans d'absence,.

### Stabilité en BGL Ligue (depuis 2014)
Sous le coaching de Arno Bonvini, Mondorf se maintient facilement durant sa première saison en BGL Ligue, terminant à la 8e place du classement.
Lors de la saison 2015-2016, le club réalise la meilleure performance de son histoire en Coupe du Luxembourg, atteignant la finale de la compétition face au F91 Dudelange (défaite un but à zéro),,.

## Palmarès
Le tableau suivant récapitule les performances du l'US Mondorf dans les différentes compétitions officielles luxembourgeoises.
| Compétitions nationales |
| --- |
| - Coupe du Luxembourg - Finaliste : 2016 - Supercoupe du Luxembourg - Finaliste : 2016 - Promotion d'Honneur - Champion : 1966 |

## Effectif actuel
Le tableau ci-dessous liste l'effectif professionnel de l'US Mondorf pour la saison 2024-2025.